# STS-3
إس تي إس-3 (بالإنجليزية: STS-3)‏ ثالث رحلة مدارية من برنامج مكوك الفضاء لوكالة ناسا، ضمن المهمة الثالثة لمكوك الفضاء كولومبيا، بدأت في 22 مارس 1982، وعادت إلى الأرض بعد ثمانية أيام وتحديداً في 30 مارس، كان الهدف من الرحلة إجرآء عدة تجارب علمية واختبار مدى التحمل المداري للمكوك واختبار نظام التحكم عن بعد للمكوك، حملت كولومبيا طاقم من اثنين - قائد المهمة جاك روبرت لازما والطيار جيم غوردون فولرتون، تأخر إطلاق المكوك مدة ساعة بسبب فشل سخان خط الدعم الأرضي.